# (1020) Arcadia
Pour les articles homonymes, voir Arcadia.
(1020) Arcadia est un astéroïde de la ceinture principale découvert le 7 mars 1924 par l'astronome allemand Karl Reinmuth.

Sa désignation provisoire était 1924 QV.
Sa distance minimale d'intersection de l'orbite terrestre est de 1,662779 ua.